# Les Crados
Pour les articles homonymes, voir GPK.
Les Crados (titre original : Garbage Pail Kids ou GPK) sont une série de cartes à collectionner représentant des personnages d'enfants distribuées en France par Avimages à partir de janvier 1989.
Les images montrent des personnages enfantins aux apparences scabreuses. Les visuels sont créés par l'artiste Brent Engstrom. Les noms des personnages constituent souvent des calembours (Anne Burger, Tony Truand, Jean-Pierre Tombale, etc.). La série est déclinée en sous-catégories : les Degueulos, Animos, Gravos, Crevos, Dechiros, Craignos, Lardos.
Les Crados sont une adaptation de la série américaine Garbage Pail Kids créée par Art Spiegelman et Mark Newgarden en 1985 comme parodie des poupées Cabbage Patch Kids (en) (distribués en France sous le nom de Patoufs par Coleco, puis de Câlinous par Mattel).

## Édition belge
Les deux premières séries d'images sont sorties en Belgique francophone dès 1986, soit deux ans avant la France. Aucun album n'était prévu, les images se collectionnaient simplement. Les vignettes n'étaient pas appelées « Crados » mais avaient conservé leur nom original, « Garbage Pail Kids ». Les noms des personnages avaient été traduits en français, avec des jeux de mots qui se révéleront différents, deux ans plus tard, pour la sortie de ces mêmes images en France.

## Phénomène en France
Le phénomène a été importé en France pour la société Avimages par Alain Pinto, futur importateur des Pogs, les fiches étant traduites par la journaliste Béatrice Bocard. Alain Pinto revendique avoir désexualisé les images pour l'édition française. Les deux premiers albums ont connu un important succès commercial (plusieurs millions de pochettes et centaines de milliers d'albums vendus rien que pour le 1er album). Au total trois albums ont été diffusés : le premier le 23 janvier 1989, puis en septembre 1989 et enfin en 2004.
Ces cartes ont provoqué une panique morale dans la société française en 1989. Le phénomène fut dénoncé par plusieurs articles de presse, comme dans  Madame Figaro, et eut droit à la Une de Libération et de National hebdo. Exemple le plus révélateur : le Commandant Cousteau s'est ainsi insurgé à la suite de la sortie du 1er album. Le ministre de l'éducation nationale de l'époque, Lionel Jospin,  a saisi l'Institut national de la consommation du sujet. Même en 2004, pour la sortie du 3e album, la presse restait mitigée.

## Adaptations

### Film
Aux États-Unis, un film basé sur les Garbage Pail Kids fut produit en 1987. Il ne s'agissait pas d'un dessin animé, mais d'un film en prises de vues réelles mettant en scène des comédiens de petite taille portant des costumes à l'effigie des petits monstres, en compagnie d'un casting de personnages secondaires ordinaires. Le film fut un échec commercial et critique cuisant, et est encore aujourd'hui cité parmi les pires films jamais produits selon des réseaux de critiques américains.

### Dessin animé
Un cartoon américain canadien, adapté de la série des Crados, est sorti en 1987 avec le titre  « sales mioches » en français.
Il est diffusé sur Canal+ dans Cabou Cadin le 20 mars 1989 et puis sur La Cinq - Youpi! le 24 décembre 1990 et le 6 mars 1991.

### Jeu de société
Un jeu dérivé des Crados, intitulé Beurk, fut édité en 1989 par Habourdin International. Les auteurs du jeu sont Yves Hirschfeld et Alain Ranval,.

### Livres
L'auteur R.L. Stine, connu pour la série Chair de poule, a publié une série de romans sur les Crados à partir de 2020. En France, les livres ont été publiés par Qilinn. Ils sont illustrés par Jeff Zapata.
- Les Crados, tome 1 : Bienvenue à Schlingueville  (ISBN 2374931277), 2020
- Les Crados, tome 2 : Odeurs et tremblements  (ISBN 2374931293), 2021
- Les Crados, tome 3 : Tous en colo !  (ISBN 2374931323), 2021